# Julius Wengert
Julius Bernhard Wengert (* 16. Oktober 1871 in Wallhausen (Württemberg); † 7. Oktober 1925 in Lugano) war ein deutscher Komponist und Liederdichter.  

## Leben
Wengert besuchte die einklassige Dorfschule in Wallhausen und absolvierte auf dem Tempelhof das evangelische Lehrerseminar. Nach kurzem Militärdienst erhielt er 1891 in Stuttgart-Heslach eine Hilfslehrerstelle, weitere Stellen folgten. An der Johannesschule in Stuttgart-West wurde er zum Rektor ernannt. Neben seiner Lehrertätigkeit studierte er am Konservatorium Stuttgart Kompositionslehre. Als Chorleiter dirigierte er in Stuttgart mehrere Männergesangvereine und war später auch als Wertungsrichter und Gauchormeister tätig. Seit 1905 wurden seine Kompositionen mit großem Erfolg veröffentlicht und weit verbreitet. 1916 wurde er zum Königlichen württ. Musikdirektor ernannt. 1920 wurde er in der Stuttgarter Freimaurerloge "Zu den 3 Cedern" aufgenommen. 
Am 7. Oktober 1925 starb Julius Wengert während eines Sanatoriumaufenthaltes in Lugano an einer Lungenentzündung. Er wurde auf dem Waldfriedhof in Stuttgart beigesetzt und erhielt dort ein Ehrengrab.

## Ehrungen und Auszeichnungen
- Nach Julius Wengert wurden in Wallhausen die Julius-Wengert-Straße und die Grundschule benannt, in Stuttgart zwei Straßen in Botnang und Zuffenhausen.
- Die Julius-Wengert-Stube im Dorfschulmuseum Hengstfeld enthält seinen Nachlass und den des ehemaligen Wengert-Chores Wallhausen.

## Lieder
Julius Wengert hat 190 Chorsätze für gemischten und Männerchor komponiert, die Texte teilweise unter Pseudonym. Zu den bekanntesten gehören:
- Abendzaubergesang (Musikverlag A. Auer)
- Sei getreu (ders.)
- Morgenruf (ders.)
- Blüht der Flieder (Musikverlag Hochstein)
- Festchoral (ders.)
- Die Heimkehr (ders.)